# Овчарово (Шуменська область)
Овча́рово (болг. Овчарово) — село в Шуменській області Болгарії. Входить до складу общини Шумен.

## Пам'ятки
- Церква Святої Троїці.
- Монумент солдатам - учасникам Балканських воєн.

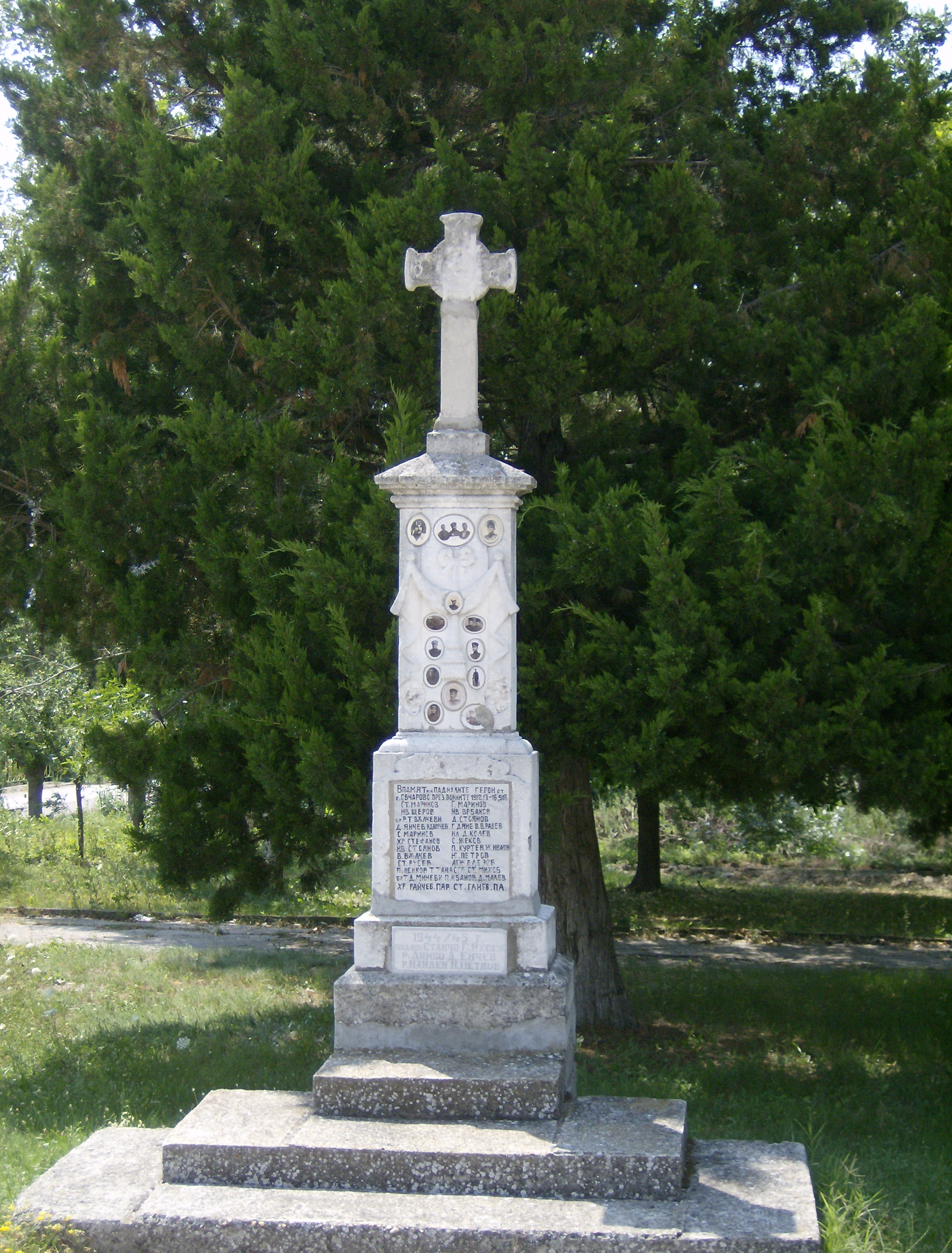
Монумент учасникам Балканських воєн

Льотчик, герой Балканських воєн із села Овчарово.

У селі функціонує пошта і бібілотека.

## Населення
За даними перепису населення 2011 року у селі проживали 149 осіб, з них 145 осіб (98,6%) — болгари.
Розподіл населення за віком у 2011 році:
Динаміка населення: